# Warendja
Warendja — вимерлий рід сумчастих, що присутня в період від пізнього міоцену до пізнього плейстоцену, який вимер під час четвертинного вимирання. Вага була 10 кг.